# 尾本侑樹奈
尾本 侑樹奈（おもと ゆきな、1999年6月28日 - ）は、日本のアイドル、女優、タレント、元子役。愛知県名古屋市出身。LINKL PLANETのメンバー。CITY MAGIC所属。
旧芸名は吉本 一椛（よしもと いちか）。

## 来歴
子役時代は巣山プロダクションに所属し、愛知県名古屋市および東海地方を拠点として活動していた。その後、父親の転勤で福岡へ移住。
2018年7月、アイドルグループ「ルナリウム」のメンバーとしてデビュー。
2021年6月27日、ルナリウムを卒業。
2023年春、活動拠点を福岡から東京に移す。同年11月1日、芸名を「吉本 一椛」から「尾本 侑樹奈」に改名。
2024年10月、 LINKL PLANETの3期生募集 『人生下剋上オーディション』に合格し、メンバーとなる。

## 人物
- 身長は155cm。スリーサイズはB80、W59、81[2]。
- 最終学歴は福岡大学商学部経営学科卒業[2]。
- 趣味・特技はダンス、ドラム、イラスト、顔芸、焼肉開拓[2]。

## 出演

### テレビ

#### ドラマ（テレビ）
- 中学生日記「悲しき雨音（前編）」（NHK教育テレビジョン、2003年12月13日）[6]
- 美空ひばり誕生物語 おでことおでこがぶつかって（TBS、2005年5月29日）- 勢津子（幼少期）役[1]
- 渡る世間は鬼ばかり 第8シリーズ 第1話・第8話（2006年4月6日・5月25日）[7]
- ひるドラ『ママの神様』（CBC、2008年5月5日 - 6月27日）- 山田 えりか 役[1]
- ひるドラ『キッパリ！！』（CBC、2008年9月1日 - 10月3日）- 鈴木安奈 役[1]
- LOVE17（NBN、2008年12月28日）- 北条春陽（幼少期）役[1]
- 嵐がくれたもの 第4話（フジテレビ、2009年9月3日）[7]
- 恋するキムチ（NHK岐阜、2011年2月18日）[8]
- ドゲンジャーズ 第1話（九州朝日放送、2020年4月12日）[9][注釈 1]
- しゃーSHE♀彼女シアター（テレビ西日本、2021年11月10日・17日・23日・30日）[10][注釈 1]
  - しゃーSHE♀彼女シアター SEASON 2（2022年8月10日・17日・24日・31日）[11][注釈 1]
- 福岡恋愛白書17 おはようマドンナ（九州朝日放送、2022年3月18日）[12][注釈 1]
- 量産型ルカ -プラモ部員の青き逆襲-（テレビ東京、2025年7月4日〈予定〉 - ） - ナツ 役[13]

### バラエティ
- 人生下剋上オーディション（2024年7月18日 - 10月3日、テレビ東京）

#### CM（テレビ）
- スギ薬局[1]
- アサヒグローバル[1]
- 宮崎そのまんま水素WATER[1]
- ナカモ「つけてみそかけてみそ」[1][14]
- 湯〜とぴあ宝[1]
- アイエイアイ（静岡）[1]
- トヨタカローラ愛豊(現在の愛知トヨタ)[1]
- 名古屋芸術大学[1]
- 愛知銀行[1]
- イワタ建設　※ナレーションのみ[1]
- 静岡朝日テレビ　※ナレーションのみ[1]

#### その他（テレビ）
- 速報!甲子園への道（九州朝日放送、2017年7月） - イメージガール[15][注釈 1]
- #タグるヨル（九州朝日放送、2020年4月11日 - 2023年4月22日）[16][17][注釈 1]
- Touch（九州朝日放送、2021年 - 2022年3月） - リポーター[2][注釈 1]
- Catch（九州朝日放送、2021年 - ） - リポーター[2][注釈 1]
- Wish+（九州朝日放送、2022年 - ） - リポーター[2][注釈 1]
- PLEIADES presents 旅立ちの日2023（九州朝日放送、2023年3月21日）[18][19][注釈 1]

### 映画
- あの空をおぼえてる（2008年4月26日公開)[1]

### ラジオ

#### ドラマ（ラジオ）
- FMシアター『観られる女』（NHK-FM、2009年10月31日）[20]
- FMシアター『ココロノコリ』（NHK-FM、2009年11月28日）- 10歳の綾 役[21]

#### CM（ラジオ）
- メニコン[1]
- 春日井製菓[1]
- アピタ・ユニー[1]

### 舞台
- トキヲイキル 第7回本公演「検温しましょ」（2020年10月14日 - 18日、2021年1月20日 - 24日）[22][注釈 1]
- しゃーSHE♀彼女（2021年10月7日 - 10日）[23][注釈 1]
  - しゃーSHE♀彼女2（2022年6月17日 - 19日）[24][注釈 1]
- こりゃもてんばい3（2023年4月25日 - 30日）[25][注釈 1]
- WaVe'S 第2回公演「恋獄プリズン」（2023年9月13日 - 17日）[26][注釈 1]
- WaVe'S 第3回公演「不咲息子〜さかずきっず〜」（2024年3月27日 - 31日）[27]
- WaVe'S 第4回公演「ジョダンダンジョ」（2025年4月17日 - 21日）

### VP
- ミツカン（おむすび山・味ぽん）[1]
- 宮路佑紀生PV「山崎川」[1]

### スチール
- COP10[1]
- 湯〜とぴあ宝[1]
- 海フェスタ[1]
- 豊田自動織機[1]

### WebCM
- PLEIADES（2022年8月16日） - 見習いパティシエ役[28][注釈 1]
- 日産福岡[2][注釈 1]